# Soumia Hady
Soumia Hady (en arabe : سمية هادي), née le 30 juin 1998 à Berrechid, est une footballeuse internationale marocaine qui joue au poste de défenseur central.
Elle joue également pour la sélection marocaine de futsal.

## Carrière en club
Soumia Hady est passé par plusieurs clubs marocains de première division. Après avoir évolué au Raja Aïn Harrouda, à l'AS FAR puis au Club Municipal de Meknès, elle joue pendant deux saisons au Raja Aït Iazza avec lequel elle atteint la finale de la Coupe du Trône. Elle rejoint en 2022, Wydad AC,.

### Avec le Wydad AC (2022-2025)
Soumia Hady s'engage avec le Wydad AC lors de l'inter-saison estivale de l'année 2022 et y joue pendant trois saisons. Avec le club casablancais, elle parvient à atteindre les demi-finales de la Coupe du Trône de la saison sportive 2022-2023 puis la finale cette même compétition l'édition suivante (2023-2024).

### Avec la RS Berkane (depuis 2025)
Après trois saisons au Wydad, Soumia Hady rejoint les rangs de la RS Berkane durant l'inter-saison 2025.

## Carrière internationale

### Équipe du Maroc
Soumia Hady reçoit un appel de la part de Karim Bencherifa pour prendre part à une double confrontation amicale face à l'Algérie les 18 et 22 octobre 2018. Quelques mois plus tard, en avril 2019, elle est de nouveau appelée pour disputer une double confrontation face au Mali dans le cadre des qualifications aux Jeux olympiques 2020. Bien que dans le groupe, elle n'entre pas en jeu.
En 2020, la FRMF officialise la venue de Kelly Lindsey pour prendre les commandes de la sélection. Soumia Hady est alors appelée par la technicienne américaine pour disputer le Tournoi de l'UNAF durant le mois de février en Tunisie. Tournoi que le Maroc remporte après quatre victoires en autant de matchs respectivement face à la Tunisie (1-0), la Tanzanie (3-2), la Mauritanie (5-0) et l'Algérie (2-0). Soumia Hady prend part à l'ensemble des rencontres en tant que titulaire. Le mois qui suit, la sélection reçoit le Ghana en match amical au Complexe Mohammed VI dans une rencontre qui se solde par une victoire marocaine (3-2) et qui voit la participation de Hady.
Quelques mois plus tard en novembre, la sélection nationale entraînée par Lamia Boumehdi retrouve le Ghana, cette fois-ci à Accra pour une double confrontation amicale. Les Marocaines s'inclinent lors des deux rencontres (3-1 puis 2-0). Soumia Hady joue titulaire les deux matchs.

#### Coupe d'Afrique 2024: Échec en finale
Soumia Hady qui n'avait plus été rappelée, dispute entre temps plusieurs matchs internationaux avec la sélection futsal. Elle fait son retour en sélection de football en étant convoquée par le sélectionneur Jorge Vilda pour disputer deux matchs amicaux contre la Tunisie et le Cameroun le 4 et 8 avril 2025 au Stade Père-Jégo, en marge des préparations à la CAN 2024. Les Marocaines s'imposent face aux Tunisiennes avec un score de 3 buts à 1. Cependant, elles s'inclinent face aux Camerounaises (0-1). Sur le banc face au Cameroun, elle n'entre en jeu que contre la Tunisie,.
Après une série de stages et matchs amicaux, la FRMF annonce le 24 juin 2025 la liste finale pour la CAN 2024. Soumia Hady fait partie des joueuses retenues par Jorge Vilda. Le Maroc qui atteint la finale pour la deuxième fois consécutive, ne parvient pas à remporter le titre s'inclinant face au Nigeria (3-2). Bien que dans le groupe, Soumia Hady ne participe à aucun match.

### Équipe du Maroc futsal
Après avoir disputé et remporté le « Challenge inter-ligues de futsal féminin » avec la sélection de la Ligue du Grand Casablanca durant le mois de juillet 2024, Soumia Hady est repérée par le staff de la l'équipe du Maroc futsal.
Quelques jours plus tard, une convocation de la part du sélectionneur Adil Sayeh pour prendre part à plusieurs stages de pré-sélections. Convaincante, elle est retenue pour disputer le tournoi international de Xanxerê au Brésil qui a lieu le mois suivant,. C'est d'ailleurs durant ce tournoi qu'elle fait ses débuts avec la sélection marocaine le 6 août 2024 en étant alignée dans le cinq de départ face au Brésil. Le Maroc termine à la 4e place dudit tournoi et Demraoui prend part à l'ensemble des rencontres.
Le mois qui suit, l'équipe nationale se déplace à Madrid pour affronter l'Espagne, deuxième au classement FIFA, dans une double confrontation amicale les 10 et 11 septembre. Le Maroc s'incline lors des deux rencontres. La première, sur le score de 10-1, tandis que la deuxième voit les Espagnoles s'imposer 6 à 0. Hady participe aux deux rencontres.
Le Maroc reçoit par la suite le Bahreïn et l'Ouzbékistan en matchs de préparation. Soumia Hady inscrit ses premiers buts internationaux face aux Bahreïnies les 23 et 26 octobre 2024. Le mois qui suit, elle est de nouveau convoquée pour disputer deux doubles confrontations amicales respectivement face à l'Irak et la République tchèque. Hady s'illustre face aux Irakiennes avec un but le 1er décembre 2024 et inscrit un but également face aux Tchèques le 5 décembre 2024

#### Coupe d'Afrique des nations 2025: Le Maroc sacré
Dans le cadre des préparations à la CAN 2025, le Maroc reçoit le Sénégal pour deux matchs amicaux, les 25 et 26 mars à la Salle Moulay Abdallah. Hady qui participe à cette double confrontation, marque un but lors de la première manche (victoire, 13-0) et inscrit un doublé lors de la deuxième (victoire, 6-2).
Le 12 avril 2025, la fédération marocaine annonce la liste des joueuses sélectionnées pour disputer la CAN qui se tient à Rabat du 22 au 30 avril. Soumia Hady fait partie des joueuses retenues par Adil Sayeh,.
Après s'être imposé face à la Namibie (8-1) et le Cameroun (7-1) en phase de groupe, le Maroc élimine l'Angola en demi-finale (5-1) et décroche ainsi sa qualification pour la Coupe du monde 2025. Les Marocaines remporte le tournoi après avoir vaincu les Tanzaniennes en finale (3-2),,,. Soumia Hady, qui participe à toutes les rencontres, marque un des buts marocains face à la Namibie.

## Palmarès
| Raja Aït Iazza                           | Wydad AC (1)                                                                                             | Équipe du Maroc (1)                                                                    | Équipe du Maroc futsal (1)                            |
| ---------------------------------------- | --- | -------------------------------------------------------------------------------------- | ----------------------------------------------------- |
| - Coupe du Trône : - Finaliste : 2019-20 | - Coupe du Trône : - Finaliste : 2023-24 - Tournoi de la fête de l'Indépendance (1) : - Vainqueur : 2024 | - Coupe d'Afrique des nations - Finaliste : 2024 - Tournoi UNAF (1) - Vainqueur : 2020 | - Coupe d'Afrique des nations (1) - Championne : 2025 |